# Bernd Bartsch
Bernd Bartsch (* 3. Februar 1946) ist ein deutscher ehemaliger Fußballspieler, der für die Betriebssportgemeinschaft (BSG) Wismut Aue und den FC Karl-Marx-Stadt in der DDR-Oberliga, der höchsten Liga im DDR-Fußball, aktiv war. 

## Sportliche Laufbahn
Als 22-Jähriger wechselte Bernd Bartsch zur Saison 1968/69 von der drittklassigen Bezirksliga-Mannschaft Motor Rochlitz zum Oberligisten Wismut Aue. Seinen ersten Oberligaeinsatz hatte er am 10. Spieltag, als er in der 59. Minute für den bisherigen Ersatzspieler Lothar Schmiedel  eingewechselt wurde. Nach einer weiteren Einwechslung am 12. Spieltag bestritt Bartsch in der Saison-Rückrunde alle dreizehn Oberligaspiele, in denen er hauptsächlich als rechter Außenstürmer aufgeboten wurde und zu drei Toren kam. 1969/70 gehörte er bereits zum Kreis der Stammspieler, er fehlte nur bei zwei Punktspielen und wurde mit sieben Treffern Torschützenkönig der BSG Wismut. 1970/71 kam er in allen 26 Oberligaspielen zum Einsatz, wurde durchgehend auf der rechten Sturmseite eingesetzt und war wieder mit sieben Treffern bester Torschütze. Auch die Saison 1971/72 bahnte sich als erfolgreiche Spielzeit an, bis zum 18. Spieltag hatte Bartsch in der Oberliga nur einmal aussetzen müssen. An diesem Spieltag verletzte sich Bartsch jedoch so schwer, dass er bis zum Saisonende nicht mehr eingesetzt werden konnte. 
Zu Beginn der Saison 1972/73 wechselte Bernd Bartsch als Nachfolger des ausgeschiedenen Mittelfeldspielers Dieter Erler zum Oberligakonkurrenten FC Karl-Marx-Stadt. Einen der ersten Einsätze hatte Bartsch 14 Tage vor Saisonbeginn. Bei einem Freundschaftsspiel, bei dem er 65 Minuten im Mittelfeld spielte und beim 5:0-Auswärtssieg beim DDR-Ligisten Motor Nordhausen und erzielte das Tor zum 3:0. Seinen Punktspielstart hatte er am 4. Oberligaspieltag ebenfalls als Mittelfeldspieler, und das erste Oberligator für den FCK schoss er am 9. Spieltag. Bis zum Saisonende kam Bartsch auf 15 Oberligaeinsätze und zwei Tore. 1973/74 gehörte er mit absolvierten 20 Oberligaspielen zum Spielstamm der Karl-Marx-Städter, er fehlte lediglich zu Beginn bei zwei und zum Saisonende bei vier Begegnungen. Außerdem bestritt Bartsch für den FCK bis zum Viertelfinale vier Spiele im DDR-Fußballpokal, wobei er im Achtelfinale ein Tor erzielte. Die Saison 1974/75 begann Bartsch mit drei Oberligaspielen zu Beginn der Spielzeit. Im dritten Spiel erzielte er sein letztes Oberligator. Danach wurde er noch am 8. und 9. Spieltag eingesetzt, um danach aus dem Oberligaspielbetrieb zu verschwinden. Am Saisonende verkündete der FC Karl-Marx-Stadt, dass sich Bernd Bartsch vom Spitzensport zurückgezogen hatte.